# Ekonomická unie

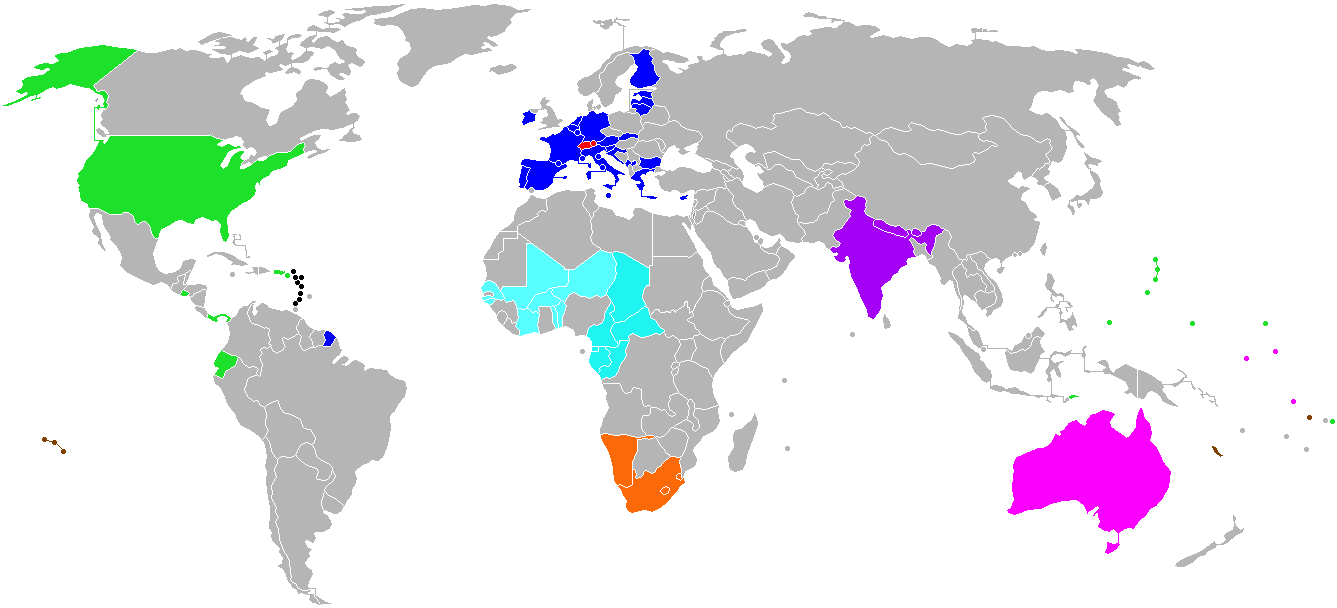
Příkladem ekonomické unie je měnová unie, na obrázku jsou měnové unie v roce 2014.

Ekonomická unie nebo hospodářská unie je typ obchodního bloku, který obsahuje společný trh a celní unii. Členské státy mají společná pravidla na regulaci produktů, svobodný pohyb zboží, služeb a faktorů produkce (kapitál a práce) a společnou vnější obchodní politiku. Když hospodářská unie obsahuje společnou měnu, vznikne ekonomická a měnová unie.
Účely vzniku ekonomické unie obvykle obsahují zvýšení efektivnosti hospodářství a vytvoření blízkých politických a ekonomických svazků mezi členskými státy. Ekonomická unie se vytvoří obchodní dohodou.

## Seznam hospodářských unií
- Karibský jednotný trh a hospodářství
- Středoamerický integrační systém
- Eurasijský ekonomický svaz
- Evropská unie
- Rada pro spolupráci arabských států v Zálivu

Každá ekonomická a měnová unie obsahuje ekonomickou unii. Navíc autonomní a závislé oblasti, jako například speciální oblasti členů Evropské unie, mají někdy odlišný celní režim jako jejich mateřské státy nebo mají různé dohody formální nebo de facto celní unie, společný trh a měnovou unii (nebo jejich kombinaci) k třetím stranám přes obchodní dohody podepsané mateřským státem.